# Plaça de Don Bosco
La plaça de Don Bosco és una plaça de la ciutat de València formada per l'encreuament de dos històrics camins de la ciutat: el Camí de Trànsits i el Camí de Morvedre.
En l'actualitat l'encreuament és amb els inicis de les avingudes del Dr. Peset Aleixandre cap a l'oest i del Primat Reig cap a l'est, l'avinguda de la Constitució cap al nord-est i sud-oest, la fi del carrer de Sagunt cap al sud-est, i el carrer de Sant Domènec Savi cap al nord-oest.
És a més punt de trobada entre els quatre barris que envolten la plaça: Torrefiel i Orriols al nord (districte de Rascanya), i Tormos i Sant Antoni al sud (districte de La Saïdia).

## Nom
Està dedicada al fundador dels Salesians i les Filles de Maria Auxiliadora, Sant Joan Bosco, més conegut com a "Don Bosco". Té aquesta denominació des de l'any 1998 quan es va complir el centenari de l'arribada dels salesians a la ciutat de València (1898-1998), concretament a l'edifici de l'antic Convent de Sant Antoni i l'església parroquial de Sant Antoni Abat a l'actual carrer de Sagunt.

## Història
La plaça és fruit de l'encreuament de dos camins històrics de la ciutat: el Camí de Trànsits i el Camí de Morvedre, encara que aquest últim camí ha tingut diverses denominacions al llarg de la història com ara "Via Heràclia o Hercúlia", "Via Augusta", "Camí de Morvedre", "Camí Real de Barcelona", "Camí Real de Saragossa", "Carretera de Barcelona", "Antiga Carretera de Barcelona", carretera N-340, carrer de Sagunt i avinguda de la Constitució.
L'any 1313 els Germans Hospitalers de Sant Antoni van adquirir uns terrenys junt al Camí de Morvedre (actual carrer de Sagunt) per construir un xicotet hospital i una ermita dels quals no queda rastre en l'actualitat, però entre 1476 i 1492 es va edificar el convent i l'església de Sant Antoni Abat. Després la supressió de l'orde, els dominics el van fer casa de Sant Antoni i Sant Onofre fins al 1835 en que l'abandonaren, i dos anys després va ser adquirit per monges canoneses regulars de la Regla de Sant Agustí per a dedicar-lo a Sant Cristòfor. El 1899 el van vendre a la Congregació dels Salesians que va adaptar el convent per a establir una escola de xiquets ampliant el convent i les instal·lacions. En l'actualitat forma part del Col·legi Salesià-Sant Antoni Abat que s'estén fins a l'avinguda del Primat Reig.
A aquest important encreuament de camins estava situada fins a la segona meitat del segle xx la caseta del "fielato", nom popular de les casetes on es feia el cobrament de les taxes municipals pel trànsit de mercaderies a tots els visitants que volien entrar a la ciutat.

## Elements importants
Una escultura en bronze homenatge a Sant Joan Bosco va ser inaugurada l'any 1999 en commemoració del centenari dels salesians en València (1898-1998).
Uns pocs metres al nord, a la rotonda de l'encreuament entre l'avinguda del Doctor Peset Aleixandre i l'avinguda del Primat Reig es troba una font ornamental formada per un monòlit d'estructura piramidal i decorat amb relleus de cossos humans nus coneguda com a Font de Primat Reig per la seua ubicació. Aquesta font de 1997 va estar col·locada amb motiu de la inauguració del túnel que connecta les dos avingudes.